# 갈리시아 대서양 제도 국립공원

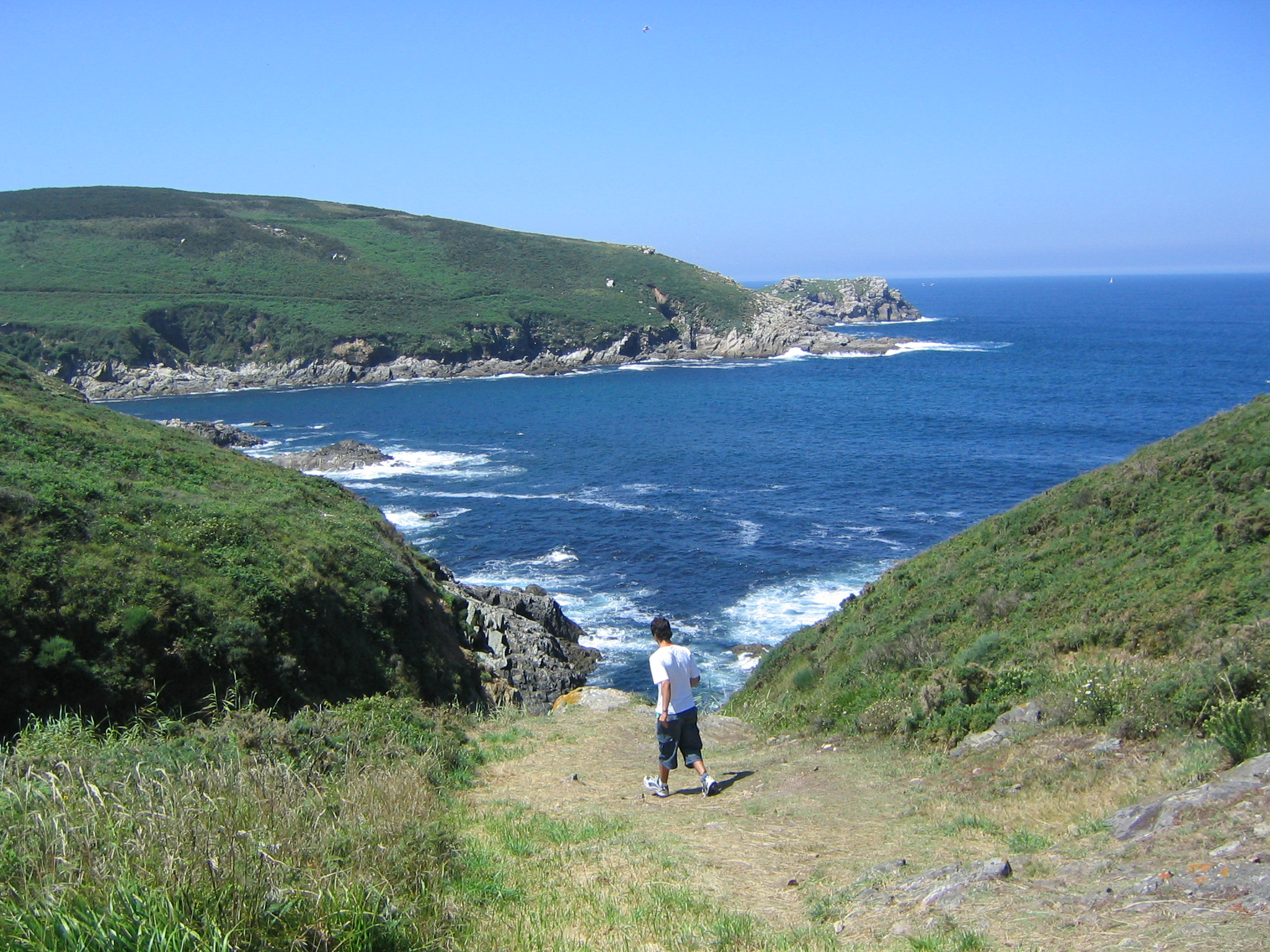

갈리시아 대서양 제도 국립공원(갈리시아어: Parque Nacional das Illas Atlánticas de Galicia, 스페인어: Parque Nacional de las Islas Atlánticas de Galicia)은 스페인 갈리시아주 자치주 폰테베드라도에 위치한 유일한 국립공원이다. 시에스, 온스, 살보라 및 코르테가다 군도로 구성된다. 공원의 육지 면적은 1,200ha(3,000에이커)이고 바다 면적은 7,200ha(18,000에이커)이다. 스페인에서 10번째로 방문객이 많은 국립공원이다. 스페인에서 설립된 13번째 국립공원이다. 2021년부터 람사르 습지 보호구역으로 지정됐다.